# Lentinus fusipes
Lentinus fusipes är en svampart som beskrevs av Cooke & Massee 1887. Lentinus fusipes ingår i släktet Lentinus och familjen Polyporaceae.   Inga underarter finns listade i Catalogue of Life.